# Oxytropis kokrinensis
Oxytropis kokrinensis là một loài thực vật có hoa trong họ Đậu. Loài này được A.E.Porsild miêu tả khoa học đầu tiên.